# El Shams Club
El Shams Club (en árabe: نادي الشمس الرياضي‎) es un club de fútbol de Egipto, de la ciudad de El Cairo. Fue fundado en 1962 y juega en la Segunda división de Egipto. 

## Historia
Fue fundado en 1962 como un Club social polideportivo de la parte norte de la ciudad de El Cairo. Se denominó El Shams (Heliópolis Sporting Club).
El equipo ascendió a Primera división en 1997, aunque al año siguiente el club acabó en la última posición (16º) de la clasificación y volvió a descender.

## Uniforme
- Uniforme titular: Camiseta naranja con franjas blancas a los lados, pantalón naranja y medias blancas.
- Uniforme alternativo: Camiseta y pantalón azul, medias blancas.

## Estadio
El Shams Club juega en el Estadio El-Shams. Tiene capacidad para 16.000 personas. 

## Palmarés
No ha ganado ningún título.